# Azabu
Azabu (jap. 麻布) war als Azabu-ku (麻布区) ein Stadtbezirk von Tokio und gehört heute zum Stadtbezirk Minato. Er wurde auf einem hügeligen Marschgebiet im Süden von der Innenstadt Tokios errichtet und ist bekannt als Tokios prominenteste Wohngegend für die Oberschicht. Viele Künstler, Geschäftsleute und Prominente leben hier. Der frühere Bezirk Azabu und damit die Sammelbezeichnung Azabu umfasst die heutigen Stadtviertel Higashi-Azabu („Ost-Azabu“), Azabu-Mamianachō, Azabu-Nagasakachō, Azabu-jūban, Minami-Azabu („Süd~“), Moto-Azabu („Alt-“), Nishi-Azabu („West~“), Azabudai und Roppongi (siehe auch die Liste der Stadtteile des Tokioter Bezirks Minato).

## Geschichte
Seit der frühen Edo-Zeit war das Gebiet landwirtschaftliche Nutzfläche. Archäologische Untersuchungen deuten darauf hin, dass die Region schon vor der Jōmon-Zeit besiedelt wurde.
Im 17. Jahrhundert wurde das Gebiet städtisch, nachdem Tokugawa Ieyasu seinen Regierungssitz in das nahe Edo verlagerte. In Azabu wurden die Juban-Pferdeplätze aufgebaut, Edos größter Pferdemarkt.
Azabu, inklusive des Bezirks Roppongi, wurde 1878 ein Stadtbezirk der alten Präfektur Tokio (Tōkyō-fu) und 1889 mit der Gründung der Stadt Tokio ein Teil dieser. 1947 ging es im Zuge einer Präfekturreform zusammen mit Akasaka und Shiba in dem neugeschaffenen Stadtbezirk Minato auf. Während der Industrialisierung in der Meiji-Zeit wurde Azabu mit von Pferden gezogenen Straßenbahnen mit Tokio verbunden.
Ein Großteil von Azabu wurde während der Bombardierung Tokios im Jahre 1945 zerstört. Azabus Geschäftsgebiete wurden nach dem Krieg nicht wiederbelebt, so dass der Bezirk heutzutage vor allem Wohngebiet ist.
In diesem Bezirk lebt die Manga-Künstlerin Naoko Takeuchi und Azabu ist der Spielort von ihrer fiktiven Sailor Moon-Reihe. Die international bekannte Sängerin Ayumi Hamasaki wohnt in einem Penthouse-Appartement in Minami-Azabu (Süd-Azabu).

## Orte
- Botschaften von Russland, der Volksrepublik China, Deutschland, Österreich, Schweiz, Taiwan, Norwegen, Finnland, Südkorea, Iran, Frankreich und Griechenland.
- Universität Azabu[1]
- Zenpuku-ji, ein Tempel, in dem die ersten Gesandten der Vereinigten Staaten im 19. Jahrhundert lebten.

## Unternehmen
- Fujifilm

## U-Bahn-Stationen
- U-Bahnhof Akabanebashi (Toei-Ōedo-Linie)
- U-Bahnhof Azabu-jūban (Toei-Ōedo-Linie, Namboku-Linie der Tōkyō Metro)
- U-Bahnhof Hiroo (Hibiya-Linie der Tōkyō Metro)